# آمبر براون
آمبر براون (به انگلیسیAmber Brown) یک مجموعه داستانی است که توسط پائولا دانزیگر، (۱۸ اوت ۱۹۴۴–۸ ژوئیه ۲۰۰۴) نویسنده آمریکایی نوشته شده و تونی راس آن را تصویر گری کرده‌است. این مجموعه، ترکیبی از طنز و زندگی واقعی است.
مجموعه آمبر براون از زندگی خواهرزاده نویسنده، کری دانزیگر الهام گرفته شده‌است. در سال ۲۰۱۲، به در خواست خواهر زاده نویسنده کتاب‌های جدیدی از این مجموعه توسط بروس کویل و الیزابت لوی از دوستان صمیمی نویسنده منتشر شد.
آثار پائولا دانزیگر در ۵۳ کشور به ۱۴ زبان ترجمه شده‌است.

## شرح مجموعه آمبر براون
اولین کتاب این مجموعه با نام آمبر براون مداد شمعی نیست، مربوط به دورانی است که پدر و مادر آمبر براون به تازگی از یکدیگر جدا شده‌اند و مادر آمبر با مرد دیگری به نام الکس آشنا شده‌است. پدر آمبر نیز به خاطر کار جدیدش به پاریس، فرانسه مهاجرت کرده‌است. در دورانی که آمبر با جدایی پدر و مادرش دست‌به گریبان است، صمیمی‌ترین دوستش به نام جاستین دانیلز به سبب وضعیت شغلی پدرش به آلاباما می‌روند. این دو رویداد پایه اصلی مجموعه آمبر براون را تشکیل می‌دهد.